# 拉西诺
拉西诺（義大利語：Lasino），曾是意大利特伦蒂诺-上阿迪杰大区特伦托自治省的一个市镇。总面积15平方公里，人口1296人，人口密度86.4人/平方公里（2009年）。ISTAT代码为022101。
2016年1月1日，拉西诺与卡拉维诺两个市镇合并为新的马德鲁佐市镇。